# Fredrik Ljungkvist
Håkan Fredrik Ljungkvist, född  29 november 1969 i Kristinehamn, är en svensk jazzsaxofonist och klarinettist.
Fredrik Ljungkvist växte upp i Lidköping. Han studerade vid Kungliga Musikhögskolan i Stockholm 1989–93. Under studieåren spelade han med jazzband i Stockholm, till exempel Fredrik Norén Band och Lina Nyberg Group.
Fredrik Ljungkvist är son till saxofonisten Håkan Ljungkvist och gift med Lina Nyberg. Tillsammans har de en dotter.

## Priser och utmärkelser
- 2003 – Jazzkatten, ”Musiker som förtjänar större uppmärksamhet/Grand Cru”[1]
- 2004 – Jazz i Sverige[2]
- 2004 – Jazzkatten, ”Årets jazzgrupp” (Fredrik Ljungkvist YunKan 5)[1]
- 2004 – Jazzkatten, ”Årets jazzmusiker”[1]
- 2006 – Bert Levins stiftelse för jazzmusik
- 2010 – Jazzkatten, ”Årets kompositör”[3]
- 2011 – Kungliga Musikaliska Akademiens Jazzpris[4]

## Diskografi
- 2004 – 12345, med Yun Kan
- 2006 – Happy new ears,  med kvintetten Atomic.
- 2006 – Retrograde,  med Atomic.
- 2007 – Badaling,  med kvintetten Yun Kan 5.
- 2013 – Ten, med Yun Kan 10.[5]
- 2015 – Past in Present, med Mattias Hjorth.[6]
- 2016 – And Now the Queen - A Tribute to Carla Bley, med Mattias Risberg.[7]